# Leuconíquia
La leuconíquia (del grec leucos 'blanc' i onyx 'ungla') o selenosi (format sobre el grec selene 'lluna') o albugo (del mateix mot llatí, format sobre albus 'blanc'), popularment dita enveja, mentida, pecat, alegria, regal, són taquetes blanques a les ungles. Aquest descoloriment parcial de l'ungla s'anomena concretament leuconíquia puntejada, per a diferenciar-la de l'estriada, que es manifesta en forma de ratlles. Aquests termes no s'han de confondre amb la zona blanca, còncava, situada a la rel de l'ungla, dita lúnula unguial o creixents i llunes.
Fins ara no s'han trobat les causes de l'aparició de la leuconíquia. Per a uns es deuria a trastorns de la nutrició, per a d'altres, seria deguda, en certes ocasions, a petites bombolles d'aire entre l'ungla i el seu llit. La saviesa popular la relaciona amb la presència de calci (Ontinyent, ALDC).